# Fox News Channel

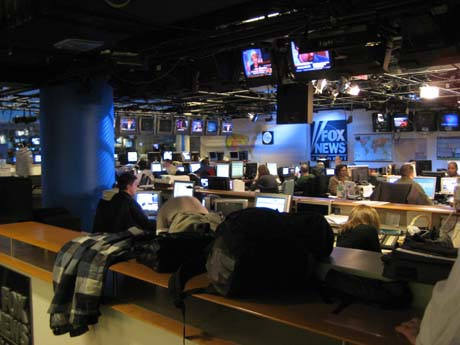
Студія новин Fox News

Fox News Channel (Фокс-Ньюз-Ченнел, скорочено FNC або Fox News) — американський консервативний інформаційний канал зі штаб-квартирою в Нью-Йорку. Його перший вихід в ефір відбувся 7 жовтня 1996 року. Канал належить медіа-концерну News Corporation австралійського підприємця Руперта Мердока, його програми виробляються телекомпанією Fox Broadcasting Company. Канал, який щодня дивляться близько 1,2 мільйона осіб, є основним інформаційним каналом США. Генеральним директором Fox News Channel з моменту його заснування був Роджер Ейлс.
Дотримується консервативної орієнтації, лояльний до Республіканської партії США. В перелік ведучих телеканалу входять Білл О'Райлі, Гленн Бек і Майк Хакабі.

## Опис
Канал був створений австралійсько-американським медіамагнатом Рупертом Мердоком, для консервативної аудиторії, найнявши колишнього республіканського партійного медіаконсультанта та виконавчого директора CNBC Роджера Ейлса як засновника та генерального директора. Канал був запущений 7 жовтня 1996 року для 17 мільйонів абонентів кабельного зв'язку. Fox News став популярним в кінці 1990-х і 2000-х років, ставши основною мережею новин на підписку в США. 
У 2019 році Fox News отримала найвищий показник кабельної мережі (2,5 мільйона глядачів). Мердок — нинішній виконавчий голова, а Сюзанна Скотт — генеральний директор.

## Політична орієнтація
Fox News Channel рекламує себе зі слоганами «Fair and balanced» («справедливий і зважений»), а також «We report. You decide» ("Ми висвітлюємо. Ви вирішуєте") і претендує на нейтральне висвітлення подій. Критики з конкуруючих ЗМІ і Демократичної партії, однак, не раз відзначали явний правий і консервативний ухил каналу, особливо під час Іракської війни, президентських виборів 2008 року і з моменту обрання на посаду Президента Барака Обами. У відповідь на це канал часто відповідає, що решта медійного простору є занадто лівим, а він сам нібито належить до консервативних поглядів з «не меншим відношенням», ніж до ліберальних.
У документальному фільмі Outfoxed продюсера Роберта Грінволда Fox News звинувачується в односторонньому освітленні подій. Колишні співробітники каналу розповідають у ньому про інструкції, показувати республіканців в позитивному, а демократів — у негативному світлі. Сам канал ці звинувачення відкинув, заявивши, що деякі з опитаних ніколи на ньому не працювали, а інші були звільнені за профнепридатність.

## Діяльність в період російсько-української війни
15 березня 2022 року, з посиланням на Fox News стало відомо, що в Україні в ході російського вторгнення в Україну від рук російських військовослужбовців загинув оператор Fox News П'єр Закревські, який перебував в Україні разом з пораненим Бенджаміном Холлом. Разом з оператором П'єром Закревскі в автомобілі, який був розстріляний російськими окупантами в с. Горенці поблизу м. Києва, було вбито 24-річну українську журналістку Олександру Кувшинову. "З великим сумом і важким серцем ми ділимося сьогодні новинами про нашого улюбленого оператора П'єра Закревські. П'єр був убитий в Горенці, недалеко від Києва, Україна", - повідомила гендиректор Fox News Сьюзан Скотт.